# Лісево (Пуцький повіт)
Лісево (пол. Lisewo) — село в Польщі, у гміні Крокова Пуцького повіту Поморського воєводства.
Населення — 449 осіб (2011).
У 1975—1998 роках село належало до Гданського воєводства.

## Демографія
Демографічна структура станом на 31 березня 2011 року:
|          | Загалом | Допрацездатний вік | Працездатний вік | Постпрацездатний вік |
| -------- | ------- | ------------------ | ---------------- | -------------------- |
| Чоловіки | 235     | 74                 | 146              | 15                   |
| Жінки    | 214     | 69                 | 124              | 21                   |
| Разом    | 449     | 143                | 270              | 36                   |